# Amleto Miniati
Amleto Miniati (Livorno, 19 marzo 1908 – Livorno, 16 dicembre 1986) è stato un calciatore italiano, di ruolo Attaccante.
Era noto come Miniati I per distinguerlo dal fratello Athos, calciatore anch'egli.

## Carriera
Iniziò la carriera nell'U.S. Castiglioncello ed in seguito nel Dopolavoro Portuale Livorno. Nel 1931 fu ingaggiato dal Livorno, militante in Serie B. Nella stagione 1932-1933 vinse il campionato cadetto, ottenendo la promozione in massima serie.
Con gli amaranto esordì in Serie A il 1º novembre 1933 nella sconfitta esterna per 0-5 contro il Torino. In quella stagione i livornesi ottennero il settimo posto finale e Miniati marcò tre presenze.
La stagione seguente Miniati si trasferì al Catania, in cadetteria, ove giocò un solo incontro, ottenendo con il suo club il terzo posto del Girone A della Serie B 1934-1935.

## Palmarès

### Club
- Serie B: 1

Livorno: 1932-1933